# San Donato (métro de Milan)
Pour les articles homonymes, voir San Donato.
San Donato est une station de la ligne 3 du métro de Milan. Terminus sud de la ligne, la station est située via Marignano. Elle assure la correspondance avec la gare routière homonyme, terminus de bon nombre de lignes extra-urbaines en provenance des secteurs est et sud de la région.